# Javelin (Schiff)
HMS Javelin (F61) war ein britischer Zerstörer der J-Klasse. Der Zerstörer wurde am 25. März 1937 bei John Brown & Company in Clydebank neben einem Zerstörer der J-Klasse als Einheit der K-Klasse bestellt, aber schon vor dem Stapellauf der J-Klasse zugeordnet. Der Zerstörer kam am 10. Juni 1939 in den Dienst der Royal Navy. Im Zweiten Weltkrieg wurde er mit den Battle Honours Norway 1940, Dunkirk 1940, Atlantic 1940, Diego Suarez 1942, Arctic 1942, Mediterranean 1941, Normandy 1944 und English Channel 1944 ausgezeichnet. Ende November 1940 verlor die Javelin im Ärmelkanal durch Torpedotreffer deutscher Zerstörer Bug und Heck und war erst nach über 15 Monaten wieder einsatzbereit.
Die Javelin und die Jervis waren die einzigen Schiffe der J-Klasse, die den Krieg überlebten, während die anderen sechs Einheiten zwischen 1941 und 1944 verloren gingen.

## Geschichte
Im Frühjahr 1937 erhielt die Werft John Brown & Company in Clydebank, wie sieben andere britische Werften, den Auftrag für den Bau von je einem Zerstörer der J- und der K-Klasse, die weitgehend baugleich waren. Die Neubauten entstanden unter den Baunummern 556 und 557 und sollten die Namen Jackal bzw. Kashmir erhalten. Dass als Kashmir geplante Schiff wurde am 11. Oktober 1937 auf Kiel gelegt, lief dann aber am 21. Dezember 1938 als Javelin und achtes Schiff der J-Klasse vom Stapel. Da die beiden bei John I. Thornycraft bestellten Neubauten nicht so früh fertiggestellt sein würden, wie die an John Brown vergebenen Aufträge, sollten beide Aufträge der Werft in Clydebank als Schiffe der J-Klasse fertiggestellt werden, während die Aufträge an Thornycroft beide der K-Klasse zugeordnet wurden. So erhielt der zweite Neubau in Clydebank den Namen des ursprünglich bei Thornycroft geplanten J-Zerstörers, der dann als Kashmir erst am 4. April 1939 vom Stapel lief.
Die Javelin wurde am 10. Juni 1939 als vierte Einheit der J-Klasse in Dienst gestellt. Nach der Indienststellung wurde sie, wie ihre Schwesterschiffe, der 7. Zerstörerflottille bei der Home Fleet zugeteilt.

### Einsätze
Die Karriere der Javelin stand zu Beginn unter keinem glücklichen Stern. Nachdem sie im September 1939 den Flottendienst in der Nordsee aufgenommen hatte, wurde sie am 22. September 1939 bei einer ihrer ersten Operationen im Skagerrak in eine Kollision mit dem Schwesterschiff Jersey verwickelt. Die Beschädigungen waren so schwerwiegend, dass der Einsatz abgebrochen und die Javelin abgeschleppt werden musste. Nach dem Abschluss der Reparaturen bei Hawthorn Leslie am Tyne kollidierte sie während der Testfahrten am 22. Oktober mit dem Handelsschiff SS Mordant. Zwei Besatzungsmitglieder starben bei der Kollision, ein dritter Seemann ging über Bord, konnte sich aber selbst retten. Javelin musste vom Schwesterschiff Jupiter abgeschleppt werden und verbrachte den Rest des Jahres zur Reparatur in einer Werft in Middlesbrough.
Als die Briten Anfang April 1940 erkannten, dass die Deutschen Norwegen angriffen (Unternehmen Weserübung), befand sich die Javelin mit Janus, Grenade und Eclipse als Sicherung eines nach Norwegen laufenden Geleitzuges in See. Der Konvoi wurde zurückgerufen und die Zerstörer zur Home Fleet kommandiert.
Am 20. April 1940 begleitete Javelin mit Jackal die britischen Handelsschiffe Cedarbank, St. Magnus und St. Sunniva von Leith nach Åndalsnes beim Transport militärischer Nachschubgüter für die alliierten Landungskräfte in Norwegen. Am 21. April wurde die Cedarbank vor der norwegischen Küste von U 26 torpediert und versenkt. Fünfzehn Besatzungsmitglieder fanden den Tod, die 30 Überlebenden wurden von der Javelin aufgenommen und in Ålesund an Land gebracht.
Am 13. Mai evakuierte Javelin mit Janus alliierte Truppen von Sandnessjøen nach Bodø, die von deutschen Truppen auf dem Vormarsch nach Norden zum Entsatz von Narvik umgangen worden waren.
Ende November 1940 wurde die „5th Destroyer Flotilla“ unter Captain Lord Louis Mountbatten aus Plymouth mit den Zerstörern Jupiter, Javelin, Jackal, Jersey und Kashmir gegen die deutschen Zerstörer und Torpedoboote eingesetzt, die im Kanal von den neugewonnenen Basen in Frankreich operierten. Am 29. November griff die Flottille die deutschen Zerstörer Hans Lody, Richard Beitzen und Karl Galster (an Bord der F.d.Z., Kapitän zur See Erich Bey), die ihrerseits den britischen Küstenverkehr angegriffen hatten und zwei Schlepper und einen Leichter versenkt sowie einen Küstendampfer in Brand geschossen hatten, an. Javelin erhielt zwei Torpedotreffer (vermutlich von der Lody), die ihr den Bug und das Heck abrissen und dazu noch Artillerietreffer. Nur ein Torso von 155 Fuß (ft) (47 m) der ursprünglich 353 ft (108 m) langen Javelin blieb – mit der intakten Maschine und den funktionierenden Lenzpumpen – schwimmfähig und wurde im Schutz der Kashmir eingeschleppt. 46 Besatzungsmitglieder starben bei der Torpedierung. Der Zerstörer wurde im Devonport Dockyard repariert und konnte erst im Januar 1942 wieder in Dienst gestellt werden.

### Weitere Einsätze nach der Rekonstruktion des Schiffes
Ab Ende März 1942 verlegte der Zerstörer dann über Freetown und Südafrika nach Kenia. Meist im Verband mit dem nach Bombenschäden ebenfalls wieder in Dienst gekommenen Flugzeugträger Illustrious sowie den Zerstörerneubauten Pakenham und Inconstant wurde auch dem Truppentransport WS 17 Sicherung gegeben. Am 4. Mai startete dann aus Mombasa der Angriffsverband gegen die französische Marinebasis Diego Suarez auf Madagaskar, das gegen heftigen Widerstand der vichy-treuen Verteidiger bis zum 8. Mai erobert wurde (Operation Ironclad). Der Zerstörer wurde anschließend zur Mediterranean Fleet nach Alexandria entlassen.
Die Javelin nahm ab dem 13. Juni an der Operation Vigorous teil, bei der es nicht gelang, von Alexandria Transporter mit Versorgungsgüter zum belagerten Malta zu bringen. Eine Vielzahl von Luftangriffen, die ausgelaufene italienische Flotte und erheblicher Munitionsmangel vieler Einheiten verhinderten dies und führten ab dem 15. zu einem auch noch verlustreichen Rückzug. Die Javelin hatte dabei die schwerbeschädigte australische Nestor im Schlepp, die aber am 16. nach der Übernahme der Besatzung aufgegeben und versenkt werden musste.

Die der „14th Destroyer Flotilla“ zugeteilte Javelin wurde in der Folgezeit zur von Stellungen der Achsenmächte an der nordafrikanischen Küste und in der Ägäis eingesetzt und nahm an weiteren Geleitzügen nach Malta als Sicherung teil. Am 18. November sicherte sie den torpedierten Kreuzer Arethusa, der von der Petard nach Alexandria eingeschleppt wurde. Ab Dezember 1942 gehörte die Javelin zur in Malta stationierten Force K und war an mehreren Gefechten mit italienischen Einheiten beteiligt. Am 30. Januar 1943 stellte sie zusammen mit der Kelvin ein italienisches Geleit, dessen elf Schiffe (unter anderem vier Minensucher) von den Zerstörern versenkt wurden. Als letzten Einsatz von Malta aus war die Javelin noch im Juni 1943 an der Beschießung und Besetzung der Inselfestung Pantelleria beteiligt.
Das Schiff verlegte dann nach Großbritannien, um von Juli 1943 bis Januar 1944 in Portsmouth überholt zu werden.
Wieder einsatzbereit wurde die Javelin der „10th Destroyer Flotilla“ zugeteilt, die das Seegebiet vor dem Landungsraum in Nordfrankreich vor feindlichen Überwassereinheiten sichern sollte.

Als in der Nacht zum 9. Juni 1944 die 8. Zerstörer-Flottille mit Z 32, Z 24, ZH 1 und T 24 von Brest zum Invasionsraum vorstoßen wollte, wurde sie 20 sm nordwestlich der Île de Batz durch die „10th Destroyer Flotilla“ mit Tartar, Ashanti, Eskimo und Javelin, den kanadischen Zerstörern Haida und Huron sowie den polnischen Blyskawica und Piorun abgefangen. Im Gefecht verloren die Deutschen ZH 1 (die ehemals niederländische Gerald Callenburgh) durch Torpedos der Ashanti und Z 32 nach einem Gefecht mit Haida und Huron. Dieser Zerstörer wurde bei der Île de Batz aufgesetzt und gesprengt. Z 24 und das Flottentorpedoboot T 24 konnten beschädigt nach Brest entkommen. Auf britischer Seite wurde die Tartar schwer beschädigt.
Anfang Juli 1944 fiel die Javelin nach einer Kollision mit der Eskimo erneut für längere Zeit aus. Sie erlitt einen schweren Schaden am Heck und drei Besatzungsmitglieder starben bei der Kollision. Erst im Januar 1945 wurde der Zerstörer wieder einsatzbereit.

### Letzte Einsätze
Im Februar 1945 verlegte die Javelin ins Mittelmeer und unterstützte nach dem Kriegsende von Triest die Ablösung noch vorhandener deutscher Truppen durch alliierte Einheiten. Im Herbst 1945 kam es auf dem Zerstörer vor Rhodos zu einer Befehlsverweigerung, die zu einem Kriegsgerichtsverfahren gegen über 20 Besatzungsangehörige führte. Der Zerstörer blieb bis zum April 1946 im Mittelmeer im Einsatz. Neben den normalen Übungen wurde die Javelin auch zur Verhinderung illegaler Einwanderung nach Palästina eingesetzt.
Am 17. Mai 1946 traf die Javelin wieder in Portsmouth ein und wurde außer Dienst gestellt und zur Reserve überführt. Nach einer kurzen Nutzung als Zielschiff wurde das Schiff zum Abbruch verkauft und ab dem 11. Juni 1949 in Troon abgewrackt. Nur die Javelin und die Jervis der J-Klasse überstanden den Krieg.

## Bewaffnung

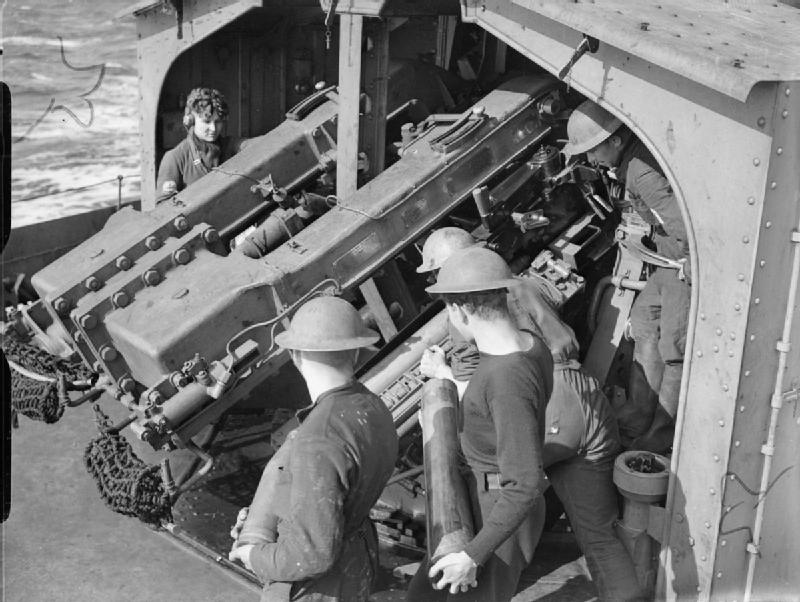
120-mm-Geschütze auf der Javelin

Die Bewaffnung bestand aus sechs 120-mm-Kanonen in Doppellafetten Mk XII zum Einsatz gegen See- und Luftziele (zwei „Türme“ vor der Brücke, der hintere in überhöhter Position; eine Lafette auf einer Plattform am Heck). Als Flakbewaffnung für den Nahbereich besaß der Zerstörer ein 2-Pfünder-Vierlingsgeschütz Mk.VIII auf einer Plattform hinter dem Schornstein sowie anfangs zwei Vierlings- und zwei Zwillings-0,5-inch-(12,7-mm)-Vickers-Fla-MGs. Die Vickers-Maschinengewehre wurden 1941/42 durch 20-mm-Oerlikon-Kanonen ersetzt, von denen ab 1943 zwei Zwillingsgeschütze und zwei Einzelgeschütze an Bord waren.
Zehn Torpedorohre in zwei Sätzen von je fünf Rohren komplettierten die Bewaffnung. Von 1941 bis 1943 wurde die Luftabwehrbewaffnung durch ein einzelnes 4-inch-(102-mm)-Mk.V-Geschütz an Stelle des hinteren Torpedorohrsatzes verstärkt. Dieses Geschütz wurde 1943 zu Gunsten des zweiten Torpedorohrsatzes wieder von Bord gegeben.

Die U-Boot-Abwehrbewaffnung von 20 Wasserbomben wurde im Lauf des Krieges auf 45 Wasserbomben verstärkt. Dafür wurde eine anfangs vorhandene Minensuchausrüstung von Bord gegeben.